# Руис, Хусто
Хусто Руис Гонсалес (кат. Justo Ruiz González; 31 августа 1969, Витория-Гастейс, Алава, Испания) — андоррский футболист, полузащитник. С 2011 по 2016 годы являлся главным тренером клуба «Андорра». Возглавлял юношескую сборную Андорры до 19 лет и молодёжной сборной Андорры до 21 года.
В качестве футболиста выступал за клубы «Бильбао Атлетик», «Эйбар», «Химнастик» (Таррагона) «Амуррио», «Андорра», «Фигерас», «Униан Мадейра» и «Ранжерс».
Играл за юношескую и молодёжную сборную Испании. Участник молодёжного чемпионата мира 1989. С 1998 года по 2008 год являлся игроком национальной сборной Андорры, за которую провёл 66 матчей и забил 2 гола.

## Биография

### Клубная карьера
В восемнадцатилетнем возрасте дебютировал в Сегунде за «Бильбао Атлетик». В сезоне 1988/89 команда стала победителем Сегунды B, а в следующем сезоне заняла третье место в Сегунде. В составе клуба Хусто играл на протяжении четырёх сезонов и сыграл в 58 играх. В сезоне 1992/93 играл за «Эйбар», в составе которого провёл всего 4 матча. В 1993 году являлся игроком «Химнастика» из Таррагоны, который выступал в Сегунде B. Руис сыграл в 5 встречах. Затем, в 1994 году находился в стане другой испанской команды «Амуррио».
Летом 1994 года перешёл в «Андорру» из столицы одноимённого княжества. За команду Руис провёл 79 матчей и забил 4 гола. В 1997 году стал игроком команды «Фигерас», за которую сыграл в 30 играх, забив при этом 2 гола. Летом 1998 года подписал контракт с португальским клубом «Униан Мадейра», который выступал во втором по силе дивизионе. В команде играл вместе с другим андоррцем — Тони Лимой. Всего за португальский коллектив Хусто Руис провёл 23 матча и забил 2 гола.
С 1999 года по 2004 год полузащитник вновь выступал за «Андорру». По имеющимся данным за «Андорру» он сыграл в 69 играх и забил 5 мячей. Летом 2004 года перешёл в «Ранжерс», выступающий в чемпионате Андорры. Вместе с командой он становился дважды победителем первенства княжества, а также серебряным и бронзовым призёром. В еврокубках Руис провёл 5 поединков, среди которых матч квалификации Кубка Интертото против австрийского «Штурма» (1:1). Встреча завершилась первой ничьей для андоррских команд в еврокубках. Всего в Примера Дивизио Хусто сыграл 64 матча, в которых забил 36 голов. В 2008 году он завершил карьеру футболиста.

### Карьера в сборной
Выступал за юношескую сборную Испании до 19 лет, за которую провёл 3 игры. В 1989 году в составе молодёжной сборной Испании участвовал в чемпионате мира, который проходил в Саудовской Аравии. Всего за молодёжку Руис сыграл в 5 играх.
3 июня 1998 года дебютировал в национальной сборной Андорры в товарищеском матче против Бразилии. Главный тренер команды Маноэл Милуир доверил Руису сыграть весь поединок. Эта игра являлась четвёртой в истории сборной Андорры и завершилась ей поражением со счётом (0:3).
В квалификации на чемпионат Европы 2000 полузащитник сыграл в 9 встречах, забив при этом 1 гол (в ворота России). В феврале 2000 года участвовал на турнире Ротманс, который проходил на Мальте. В отборочном турнире на чемпионат мира 2002 он сыграл во всех 10 играх и забил 1 гол (в ворота Эстонии). В квалификации к чемпионат Европы 2004 Хусто принял участие в 6 встречах.
В отборе на чемпионат мира 2006 Русто сыграл в 11 встречах. В своей группе Андорра набрала 5 очков, что является лучшим результатом в отборах для страны. Тогда сборная обыграла Македонию (1:0) и дважды сыграла вничью, с той же Македонией (0:0) и Финляндией (0:0). В квалификации на чемпионат Европы 2008 он сыграл в 11 играх. 26 марта 2008 года он провёл свой последний матч за Андорру против Латвии (0:3), однако эта игра не признана ФИФА.
Всего за сборную Андорры провёл 66 матчей и забил 2 гола.

### Тренерская карьера
В 2009 году стал главным тренером молодёжной сборной Андорры до 21 года. 16 июня 2015 года в игре квалификации на чемпионате Европы в 2017 против Литвы, андоррцы добыли минимальную победу (1:0). Эта победа стала первой в истории сборной Андорры до 21 года. В 2016 году ушёл в отставку с поста тренера молодёжной сборной.
В декабре 2011 году Руис возглавил клуб «Андорра», сменив на этом посту Ричарда Имбернона. В сезоне 2014/15 команда заняла первое место в Сегунде и вышла в Примеру Каталонии. Осенью 2016 года Руис ушёл в отставку с поста главного тренера «Андорры».
С 2012 года по 2014 год Руис возглавлял юношескую сборную до 19 лет.

## Достижения
«Бильбао Атлетик»
- Победитель Сегунды B (1): 1988/89
- Бронзовый призёр Сегунды (1): 1989/90

«Ранжерс»
- Чемпион Андорры (2): 2005/06, 2006/07
- Серебряный призёр чемпионата Андорры (1): 2004/05
- Бронзовый призёр чемпионата Андорры (1): 2007/08

## Личная жизнь
Женат, воспитывает сына и дочь. Хусто Руис является членом парламентской партии «Демократы за Андорру», в списке партии он значится под 10 номером. В 2016 году стал главным юрисконсультом партии.